# Attagenus atripennis
Attagenus atripennis là một loài bọ cánh cứng trong họ Dermestidae. Loài này được Pic mô tả khoa học năm 1938.